# Фепонов, Георгий Ильич
Георгий Ильич Фепонов (1893, Санкт-Петербург — 1953, там же) — советский футбольный арбитр. Судья всесоюзной категории (14.03.1935). Отличник физической культуры.

## Биография
Родился 11 (23) апреля в Санкт-Петербурге в семье крестьянина.
Был студентом историко-филологического факультета Петроградского университета.
С февраля 1918 года — в Красной Армии.
Обслуживал Чемпионат СССР и Кубок СССР, а также турниры «Кубок Тосмена» и «Матч трёх городов».
Долгие годы являлся председателем коллегии спортивных судей по футболу и хоккею города Ленинграда.
Автор многочисленных книг на судейскую тематику.
Арестован 15 марта 1938 г. по обвинению в участии в террористической антисоветской организации. Освобожден в октябре 1939 года за недоказанностью обвинений.
Участник Великой Отечественной войны, был в составе народного ополчения в звании майора (1 сп 3 див. НО ЛенФ) и участвовал в боях на Ленинградском фронте. Был ранен в ноги.
Демобилизовался в ноябре 1945 года в звании подполковника.
Являлся ленинградским корреспондентом газеты «Советский спорт», до войны часто подписывал свои публикации псевдонимом «Г.Гильф.» и «Гиф.».
Скончался 17 декабря 1953 года после тяжелой болезни.
Награждён медалями «За оборону Ленинграда», «За победу над Германией в Великой Отечественной войне 1941—1945 гг.»

## Судейская статистика
главный судья
| Год   | Высшая лига СССР | Кубок СССР | Прочие |
| ----- | ---------------- | ---------- | ------ |
| 1924  | —                | —          | 2      |
| 1926  | —                | —          | 2      |
| 1930  | —                | —          | 1      |
| 1931  | —                | —          | 1      |
| 1932  | —                | —          | 1      |
| 1936  | 1                | 1          | 1      |
| 1937  | 1                | 1          | 2      |
| Итого | 2                | 2          | 10     |